# Răzvan Sabău
Răzvan Sabău (n. 18 iunie 1977, București, România) este un fost jucător de tenis român, jucător în circuitul ITF Futures. Pe 26 septembrie 2005, a atins cea mai bună clasare în circuitul masculin profesionist ATP și anume locul 74.

## Rezultate juniori

### Titluri la simplu (1)
| Nr. | Data | Turneu    | Suprafața | Adversar în finală | Scor     |
| 1.  | 1993 | Wimbledon | Iarbă     | Jimy Szymanski     | 6–1, 6–3 |

## Rezultate seniori
| Legendă (Simplu)                |
| Grand Slam (0)                  |
| ATP World Tour Masters 1000 (0) |
| ATP World Tour 500 (0)          |
| ATP World Tour 250 (0)          |
| Turnee Challenger (3)           |
| Turnee Futures (4)              |

### Titluri la simplu (3)
| Nr. | Data             | Turneu                   | Suprafața | Adversar în finală   | Scor             |
| 1.  | 7 noiembrie 2004 | Homestead, Statele Unite | Hard      | Wesley Moodie        | 5–7, 6–2, 7–5    |
| 2.  | 21 mai 2005      | Budapesta, Ungaria       | Zgură     | Jean-Claude Scherrer | 1–6, 7–6(3), 6–3 |
| 3.  | 12 iunie 2005    | Košice, Slovacia         | Zgură     | Adam Chadaj          | 6–1, 6–2         |

### Finalist la simplu (4)
| Nr. | Data              | Turneu          | Suprafața | Adversar în finală     | Scor          |
| 1.  | 28 octombrie 2002 | Réunion, Franța | Hard      | Federico Browne        | 0–6, 6–4, 5–7 |
| 2.  | 1 septembrie 2004 | Brașov, România | Zgură     | Daniel Elsner          | 2–6, 1–6      |
| 3.  | 10 octombrie 2004 | Quito, Ecuador  | Zgură     | Giovanni Lapentti      | 6–4, 6–3      |
| 4.  | 21 noiembrie 2004 | Puebla, Mexic   | Hard      | Miguel Gallardo-Valles | 6–7, 4–6      |